# Zypriotisches Griechisch
Der zypriotische Dialekt des Neugriechischen (griechisch κυπριακά, Kypriaka) wird von über einer halben Million Menschen in Zypern und von mehr als hunderttausend Auswanderern gesprochen. Es ist die Alltagssprache der griechischen Bevölkerung Zyperns, es gibt keine Schriftform. Bei öffentlichen Anlässen, im Schulunterricht, in Medien und in der Politik sowie beim Kontakt mit griechischsprechenden Ausländern wird dagegen Standard-Neugriechisch benutzt.

## Geschichte und Literatur
Das heutige zypriotische Idiom ist keine Fortentwicklung des altgriechischen arkadisch-kyprischen Dialektes, sondern es entstand aus dem attisch geprägten Koine-Griechisch. Wegen häufiger kriegerischer Übergriffe der Araber war Zypern vom 7. bis zum 10. Jh. vom Rest der Griechisch sprechenden Welt abgeschnitten. Danach wurde es wieder in das Oströmische Reich eingegliedert. Doch schon 1191 fiel es unter die Herrschaft der Kreuzfahrer, was eine erneute Isolation zur Folge hatte. In diesen Phasen der sprachlichen Isolation wurden einige Charakteristika des mittelalterlichen Griechisch bewahrt, die im Standard-Neugriechisch verloren gegangen sind.
Die Gesetzgebung des mittelalterlichen Königreichs Zypern war im zypriotischen Dialekt verfasst. Andere wichtige mittelalterliche Quellen sind die Chroniken des Leontios Machairas und des George Boustronios sowie eine Sonett-Sammlung im Stile von Francesco Petrarca. Etliche alte Lieder der Tsiattista-Poeten sind in Schriftform überliefert.
Auch in der Dichtkunst der Gegenwart wird der Dialekt verwendet. Poeten wie Vasilis Michaelides und Dimitris Liperti verfassten einige ihrer Werke im zypriotischen Dialekt.
In jüngster Zeit haben einige zypriotische Hip-Hop-Musiker den Dialekt für ihren Sprechgesang entdeckt, z. B. HCH, Baomenoi Esso, Fuckit & Archangelos, Sofoz MC und DNA.

## Sprachliche Besonderheiten
Die Aussprache ist gekennzeichnet durch eine Reihe von Archaismen: Im zypriotischen Dialekt werden im Unterschied zur Standardsprache Doppelkonsonanten anders ausgesprochen als Einzelkonsonanten. Doppelte stimmlose Verschlusslaute wie (ττ, ππ, κκ) werden aspiriert ausgesprochen (/tʰ/, /pʰ/, /kʰ/ oder /cʰ/), die restlichen Doppelkonsonanten werden geminiert (μμ als /mː/ usw.). Ein anderes Charakteristikum ist die ausgeprägte Palatalisierung: neugriechisches /c/ wird zu /dʒ/ z. B. και /ce/ (‚und‘), zypriotisch τζιαι /dʒe/. 
Partizipien enden auf -οντα statt wie im Neugriechischen auf -οντας. Der im Neugriechischen nicht mehr gebräuchliche Infinitiv wird noch in nominalisierter Form verwendet (το δειν ‚der Blick‘). Archaisches Vokabular findet sich z. B. in Συντυχάννω oder λαλώ statt des standardsprachlichen μιλώ (‚sprechen‘) und der Aussprache ένι oder εν des Hilfsverbs είναι (‚er/sie/es ist‘).
Der heutige zypriotische Wortschatz enthält Lehnworte aus dem Türkischen, Arabischen, Englischen, Italienischen und anderen Sprachen, auch einige Wörter, die einzig auf Zypern verbreitet sind.